# Núria Gispert i Feliu
|  | Per a altres significats, vegeu «Núria de Gispert i Català». |

Núria Gispert i Feliu (Barcelona, 6 de juny de 1936 - Barcelona, 16 de setembre de 2020) fou una mestra, dirigent del món associatiu, política i activista cristiana catalana.

## Biografia
El seu pare l'animà comprometre's amb els més dèbils. Va començar el seu voluntariat als 14 anys a una escola del barri de Can Tunis on ajudava a unes religioses que atenien a fills de mares solteres, de prostitutes i de famílies desestructurades. Hi anava "els diumenges a la tarda, ensenyant catecisme i parlant amb mares i fills". Diplomada en Magisteri, va estar vinculada des de la seva joventut a l'escoltisme i a nombrosos moviments de militància cristiana. Va participar en la formació de l'Associació de Veïns del Barri de Sant Andreu de Palomar l'any 1970. Formà part de la primera junta del Club Natació Sant Andreu l'any 1971. També va ser presidenta de l'APA del Col·legi Nostra Sra. dels Àngels entre el 1969 i el 1975 i secretària de l'APA del Col·legi Jesús Maria i Josep entre el 1969 i el 1975. A més, va promoure el Grup Drets Humans Sant Andreu entre el 1969 i el 1979.
Va ser regidora de l'Ajuntament de Barcelona pel PSUC i posteriorment pel PSC del 1979 al 1995,. Al llarg d'aquest període, Núria Gispert desenvolupà una intensa activitat pública a l'àmbit dels serveis socials municipals, on va dedicar especial atenció al desenvolupament de les polítiques locals d'infantesa, habitatge, cultura i moviments cívics. En la vida interna del PSC, es posicionà al costat de Raimon Obiols en la pugna amb el sector de Josep Maria Sala.
En el camp eclesial l'any 1995 el cardenal Ricard Maria Carles la va escollir per participar en les sessions del Concili Provincial Tarraconense on va defensar les actituds més obertes, socials i de compromís eclesial amb la cultura catalana. Fou directora de Càritas Diocesana de Barcelona, del 1998 al 2004, i presidenta de Càritas Espanyola, del 2002 al 2004. Va presentar la seva dimissió d'aquests càrrecs el 14 de novembre del 2004 per raons personals, després de compaginar les dues tasques, a Madrid i Barcelona, durant dos anys.
Els darrers anys va seguir col·laborant en diverses institucions socials i cíviques. Des del 2000 va ser membre de la Fundació Trinijove i des del 2002 de la Fundació Pere Tarrés, la Fundació Internacional Olof Palme i la Fundació Vicenciana. Des del 2004 també va ser membre del Consell Deontològic de l'Associació de la Premsa de Madrid, de la Fundació del Consell de la Informació de Catalunya, del Centre d'Estudis Jordi Pujol i del consell assessor de la Fundació Catalana de l'Esplai. També va col·laborar com a voluntària amb l'ONG Braval. Va formar part de l'Associació Consell de Cent que agrupa els exregidors i exregidores de l'Ajuntament de Barcelona.

## Reconeixements
El desembre de 2002 va ser condecorada amb la Creu de Sant Jordi que concedeix la Generalitat de Catalunya.pel conjunt d'una trajectòria que ha contribuït al progrés i al benestar dels ciutadans des d'una acreditada sensibilitat social i vocació de servei als interessos col·lectius. El mes de juliol de l'any 2013 el Parlament de Catalunya anuncià l'atorgament del màxim guardó de la institució, la Medalla d'Honor del Parlament de Catalunya per una trajectòria vital marcada pel compromís social, que l'ha portat a participar en la política municipal, l'activisme veïnal i cívic, i en moltes iniciatives de caràcter solidari. El lliurament del guardó fou el 10 de setembre del 2013. El 2014 va ser un dels tres finalistes al Premi Català de l'Any 2013, que atorga El Periódico de Catalunya i TV3, juntament amb els germans Roca i Josefina Castellví i Piulachs, que s'endugué el guardó. L'any 2014 va ser l'encarregada de realitzar el pregó de les Festes de la Mercè, durant el qual va fer una crida a lluitar contra les desigualtats.